# Syndicat de la presse quotidienne départementale
Le Syndicat de la presse quotidienne départementale est un organisme français.

## Historique
- 1944, des quotidiens qui diffusent sur un ou plusieurs départements se réunissent sous le nom de Syndicat des Quotidiens Départementaux" (SQD) et est affilié à la Fédération nationale de la presse française (FNPF).

- En 1945, le syndicat change de nom et devient le Syndicat des Quotidiens de Province (SQP).

- En 1973, le syndicat redevient le Syndicat des Quotidiens Départementaux (SQD),

- En mai 1997, le syndicat opte définitivement pour le nom : Syndicat de la Presse Quotidienne Départementale (SPQD).

## Missions
- Fidèle aux principes d'indépendance et de liberté de la presse, le Syndicat de la presse quotidienne départementale a pour objet la défense des intérêts professionnels et moraux des entreprises de presse adhérentes au moyen d'un organisme commun. Il assure aussi diverses prestations de services, notamment à l'intention des adhérents.

- Le Syndicat assure la représentation de la presse quotidienne départementale dans de nombreuses instances professionnelles.

## Les présidents élus du SPQD
- 1944 - 1962 : Fred Gueze.
- 1962 - 1966 : Gaston Chatelain, La Liberté de l'Est.
- 1966 - 1978 : Raymond Dubreuil.
- 1978 - 1990 : Jean Bletner, Le Journal de la Haute-Marne.
- 1990 - 1998 : Alain Gascon.
- 1998 - 2004 : Alain Boulonne, L'Yonne républicaine.
- Depuis 2004 : François Le Sache, L'Est-Eclair.

## Les adhérents
27 quotidiens départementaux sont adhérents au SPQD. D'autres titres, qui appartiennent notamment à des groupes de presse régionale, ont fait le choix d'adhérer au Syndicat de la presse quotidienne régionale.
- L'Aisne nouvelle (Saint-Quentin)
- Centre Presse (Aveyron) (Les Journaux du Midi (Groupe La Dépêche))
- Centre Presse  (Vienne) (groupe NRCO)
- Le Courrier Économie (Bourg-en-Bresse)
- Dordogne libre (Dordogne) (Groupe Sud Ouest)
- L'Écho républicain (Chartres)
- L'Éclair (Pau) (Groupe Sud Ouest)
- L'Est-Éclair (Troyes)
- L'Éveil de la Haute-Loire (Le Puy-en-Velay)
- Havre Libre (Normandie) (Groupe Hersant Média)
- Le Havre Presse (Normandie) (Groupe Hersant Média)
- L'Indépendant (Perpignan)
- Le Journal de la Haute-Marne (Chaumont) (groupe EBRA)
- Le Journal de Saône-et-Loire (groupe EBRA)
- Libération Champagne (Troyes)
- La Liberté de l'Est (Épinal) - Site limité à la « Une » du quotidien - (groupe EBRA)
- Nord Littoral (Calais)
- Le Petit Bleu d'Agen (Agen)
- La Nouvelle République des Pyrénées (Tarbes) (groupe la Dépêche)
- La Presse de la Manche (Cherbourg) (groupe Ouest-France)
- La République des Pyrénées (Pau) (Groupe Sud Ouest)
- L'Yonne républicaine (Auxerre)

DOM-TOM :
- France-Antilles (Martinique) (Groupe Hersant Média)
- France-Antilles (Guadeloupe) (Groupe Hersant Média)
- France-Guyane (Guyane) (Groupe Hersant Média)
- Journal de l'île de La Réunion (Saint-Denis)
- Le Quotidien de La Réunion (Saint-Denis)

## Sources
- Site du SPQD
- Site de la FNPF